# روزرووت (تاجیکستان)
روزرووت (به لاتین: Rosrovut) یک جماعت‌های تاجیکستان در تاجیکستان است که در ولایت سغد واقع شده‌است. روزرووت ۱۴٬۴۱۹ نفر جمعیت دارد.